# Burckhard Nedden
Burckhard Nedden (* 19. Januar 1944) ist ein deutscher Jurist und Datenschutzexperte. Von 1999 bis 2006 war er der Datenschutzbeauftragte des Landes Niedersachsen.
Nedden studierte ab 1963 Rechtswissenschaften in Tübingen, Berlin und Göttingen, es folgten 1968 die erste und 1973 die zweite juristische Staatsprüfung. Im Anschluss daran war Nedden im Innenministerium tätig. Ab 1991 war er Leiter der Abteilung für Raumordnung und Landesplanung, Vermessungs- und Katasterverwaltung, Organisation und IuK-Technik, ab 1995 Leiter der Verwaltungsabteilung und Koordinator der Staatsmodernisierung und Verwaltungsreform in Niedersachsen. Im Juni 1999 wurde er durch den Niedersächsischen Landtag zum Landesbeauftragten für den Datenschutz Niedersachsen gewählt.
Zum 1. Januar 2006 wurden die Kompetenzen des niedersächsischen Landesdatenschutzbeauftragten erheblich beschnitten: Die Datenschutzaufsicht über private Unternehmen wurde dem Innenministerium übertragen. Nedden, der angesichts dieser Entscheidung bereits im Mai 2005 sein vorzeitiges Ausscheiden aus dem Amt angekündigt hatte, beendete seine aktive Zeit als Datenschutzbeauftragter am 31. März 2006. Zum 30. Juni 2006 folgte ihm der Verwaltungsjurist Hans-Joachim Wahlbrink im Amt nach.
Zum 1. Februar 2007 wurde die Datenschutzaufsicht über private Unternehmen wieder dem Landesbeauftragten für den Datenschutz Niedersachsen übertragen. Seit August 2006 ist Nedden Mitglied des Kollegialvorstandes der Humanistischen Union Niedersachsen.
| Personendaten    | Personendaten                           |
| ---------------- | --------------------------------------- |
| NAME             | Nedden, Burckhard                       |
| KURZBESCHREIBUNG | deutscher Jurist und Datenschutzexperte |
| GEBURTSDATUM     | 19. Januar 1944                         |